# Quimbele
Quimbele é uma cidade e município da província do Uíge, em Angola.
O município é constituído pela comuna-sede, correspondente à cidade de Quimbele, e pela comuna de Icoca. Até setembro de 2024 seu território continha as comunas de Alto Zaza e Cuango Calumbo.

## História
Considerado conselho administrativo do antigo Distrito do Congo, foi galardoado com a Ordem Heráldica recebendo o brasão e a bandeira de Quimbele, aprovada pelo Ministro Ultramar com a portaria nº 19076, publicada no Diário do Governo nº 58, 1ª. série de 15 de março de 1962.
Embora não tendo acontecido em terras do município, a história de Quimbele e de Angola está relacionada a um dos mais brutais episódios de rascismo e xenofobia na Alemanha. Um de seus cidadãos, o quimbelense Amadeu Antonio Kiowa, foi brutalmente assassinado na Alemanha por um grupo de nazifascistas, um dos fatos que marcaram o ressurgimento dessa ideologia criminosa no país.

## Geografia
Localizada no norte de Angola, Quimbele dista 257 km da cidade do Uíge, a capital da província, e 600 Km da cidade de Luanda, a capital nacional. A dimensão geografia de Quimbele é de 6.803 Km².
A comuna de Icoca está situada 63 km a norte da sede do município, possuindo uma extensão geográfica de 1.200 km².
Sua população é de 139.396 habitantes segundo o Recenseamento Geral da População e Habitação realizado pelo Instituto Nacional de Estatística em 2024.

### Demografia
Tendo o congo como o maior grupo étnico da região, Quimbele, tal como outras as regiões de Angola, usa o português como língua oficial e majoritária nas relações administrativas e comerciais. A língua congo, porém, é a língua regional mais falada.

## Infraestrutura e economia
Para além da falta da água potável, do fornecimento precário de energia elétrica, da ausência de infraestrutura bancária e educacional e todos os níveis, Quimbele tem na falta de vias de acesso às zonas mais recônditas como a sua maior dificuldade para o escoamento dos produtos agrícolas produzidos no território.
Na agricultura de lavoura temporária, Quimbele produz milho, mandioca, ginguba (amendoim) e abacaxi, e na lavoura permanente produz banana, manga, laranja, tangerina, fruta-manteiga (ou nsafu), goiaba, mamão e abacate.
O município possui rebanhos relevantes de criação de bovinos, caprinos e suínos, para produção de carne e leite, além de galináceos para produção de carne e ovos.